# Stoke City F.C.
Stoke City Football Club je engleski nogometni klub iz grada Stoke-on-Trent. Klub je osnovan 
1863. te je drugi najstariji engleski klub, nakon Notts Countia. Od sezone 2008/09 ponovno 
se natječe u Premier ligi nakon 23 godine. Nadomak kluba je The Potters (lončari), po lončarskoj
industriji u Stoke-on Trentu. Prvi veći trofej Stoke je osvojio 1972. pobijedivši u finali Liga kupa Chelsea. 
Svoje domaće utakmice od 1997. igraju na stadionu Britannia.

## Poznati igrači
- Sir Stanley Matthews
- Sir Geoff Hurst
- Gordon Banks (najviše nastupa za reprezentaciju, 73)
- Peter Shilton
- Alan Hudson
- Peter Dobing (kapetan momčadi koja je osvojila Liga kup)
- Alan Bloor
- Alan Dodd
- Jimmy Greenhoff
- Terry Conroy
- Adrian Heath
- John Ritchie (najbolji strijelac svih vremena, 171 gol)
- Freddie Steele (najbolji ligaški strijelac)
- Eric Skeels (najviše nastupa, 575)
- Neil Franklin
- Mike Pejic
- Paul Maguire
- George Berry
- John Mahoney
- Leigh Richmond Roose
- Frank Soo (prvi ne-bijelac koji je nastupao za Englesku)
- George Eastham
- Frank Bowyer
- Denis Smith
- / Garth Crooks
- Mark Stein
- Mike Sheron
- Peter Hoekstra
- Ed de Goey
- Ricardo Fuller
- / Liam Lawrence
- Ryan Shawcross
- Asmir Begović

## Trofeji
- Championship
  - Prvaci: 1932./33., 1962./63.
  - Doprvaci: 2007./08.

- Liga kup
  - Pobjednici: 1971./72.
  - Finalisti: 1963./64.

## Vanjske poveznice
- Službena stranica

| Momčadi FA Premier lige                                                          | Momčadi FA Premier lige |
| -------------------------------------------------------------------------------- | --- |
|                                                                                  | |
| Članovi 2024./25.                                                                | Arsenal • Aston Villa • Bournemouth • Brentford • Brighton & Hove Albion • Chelsea • Crystal Palace • Everton • Fulham • Ipswich Town • Leicester City • Liverpool • Manchester City • Manchester United • Newcastle United • Nottingham Forest • Southampton • Tottenham Hotspur • West Ham United • Wolverhampton Wanderers |
|                                                                                  | |
| Bivše momčadi (1992. – 2024.)                                                    | Barnsley • Birmingham City • Blackburn Rovers • Blackpool • Bolton Wanderers • Bradford City • Burnley • Cardiff City • Charlton Athletic • Coventry City • Derby County • Fulham • Huddersfield Town • Hull City • Leeds United • Luton Town • Middlesbrough • Norwich City • Nottingham Forest • Oldham Athletic • Portsmouth • Queens Park Rangers • Reading • Sheffield Wednesday • Sheffield United • Stoke City • Sunderland • Swansea City • Swindon Town • Watford • West Bromwich Albion • Wigan Athletic • Wimbledon |
|                                                                                  | |
| Bivše momčadi Football Leaguea (1888. – 1892.) i First Divisiona (1892. – 1992.) | Accrington • Bradford Park Avenue • Bristol City • Bury • Carlisle United • Darwen • Glossop North End • Grimsby Town • Leyton Orient • Millwall • Northampton Town • Notts County • Oxford United • Preston North End |

| Momčadi FA Premier lige                                                          | Momčadi FA Premier lige |
| -------------------------------------------------------------------------------- | --- |
|                                                                                  | |
| Članovi 2024./25.                                                                | Arsenal • Aston Villa • Bournemouth • Brentford • Brighton & Hove Albion • Chelsea • Crystal Palace • Everton • Fulham • Ipswich Town • Leicester City • Liverpool • Manchester City • Manchester United • Newcastle United • Nottingham Forest • Southampton • Tottenham Hotspur • West Ham United • Wolverhampton Wanderers |
|                                                                                  | |
| Bivše momčadi (1992. – 2024.)                                                    | Barnsley • Birmingham City • Blackburn Rovers • Blackpool • Bolton Wanderers • Bradford City • Burnley • Cardiff City • Charlton Athletic • Coventry City • Derby County • Fulham • Huddersfield Town • Hull City • Leeds United • Luton Town • Middlesbrough • Norwich City • Nottingham Forest • Oldham Athletic • Portsmouth • Queens Park Rangers • Reading • Sheffield Wednesday • Sheffield United • Stoke City • Sunderland • Swansea City • Swindon Town • Watford • West Bromwich Albion • Wigan Athletic • Wimbledon |
|                                                                                  | |
| Bivše momčadi Football Leaguea (1888. – 1892.) i First Divisiona (1892. – 1992.) | Accrington • Bradford Park Avenue • Bristol City • Bury • Carlisle United • Darwen • Glossop North End • Grimsby Town • Leyton Orient • Millwall • Northampton Town • Notts County • Oxford United • Preston North End |

| Football League Championship 2022./23. | Football League Championship 2022./23. |
| --- | -------------------------------------- |
| |                                        |
| Birmingham City • Blackburn Rovers • Blackpool • Bristol City • Burnley • Cardiff City • Coventry City • Huddersfield Town • Hull City • Luton Town • Middlesbrough • Millwall • Norwich City • Preston North End • QPR • Reading • Rotherham United • Sheffield United • Stoke City • Sunderland • Swansea City • Watford • West Bromwich Albion • Wigan Athletic |                                        |

| Football League Championship 2022./23. | Football League Championship 2022./23. |
| --- | -------------------------------------- |
| |                                        |
| Birmingham City • Blackburn Rovers • Blackpool • Bristol City • Burnley • Cardiff City • Coventry City • Huddersfield Town • Hull City • Luton Town • Middlesbrough • Millwall • Norwich City • Preston North End • QPR • Reading • Rotherham United • Sheffield United • Stoke City • Sunderland • Swansea City • Watford • West Bromwich Albion • Wigan Athletic |                                        |